# Famille von Plessen

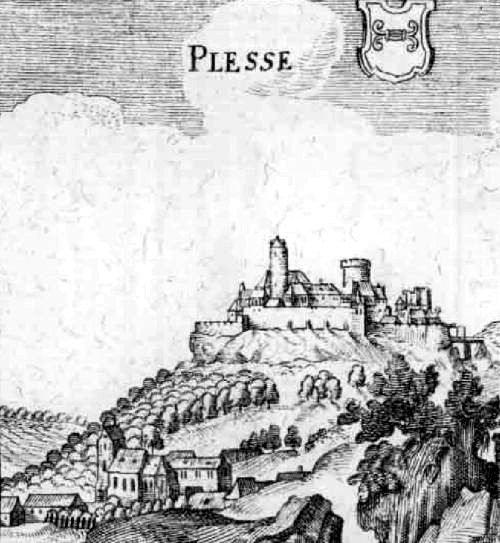
Vue du château de Plesse, gravure de Matthäus Merian (1655).

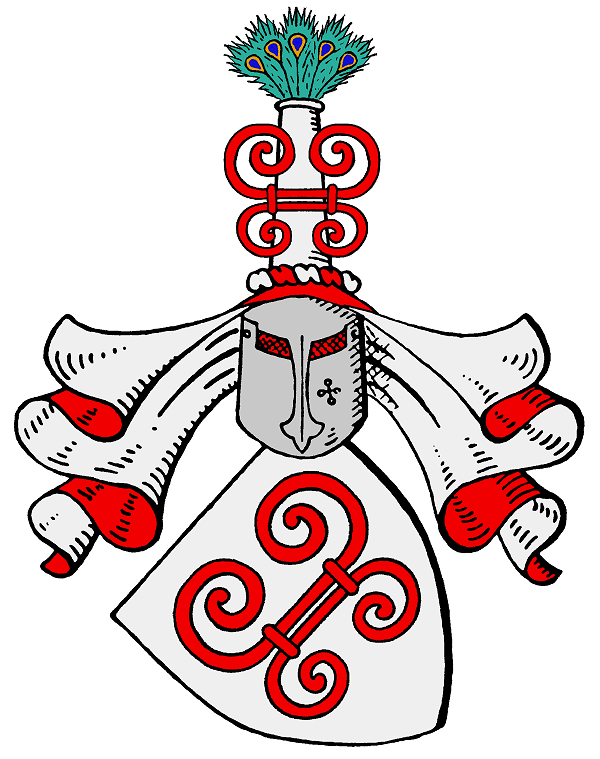
Armes des seigneurs de Plesse.

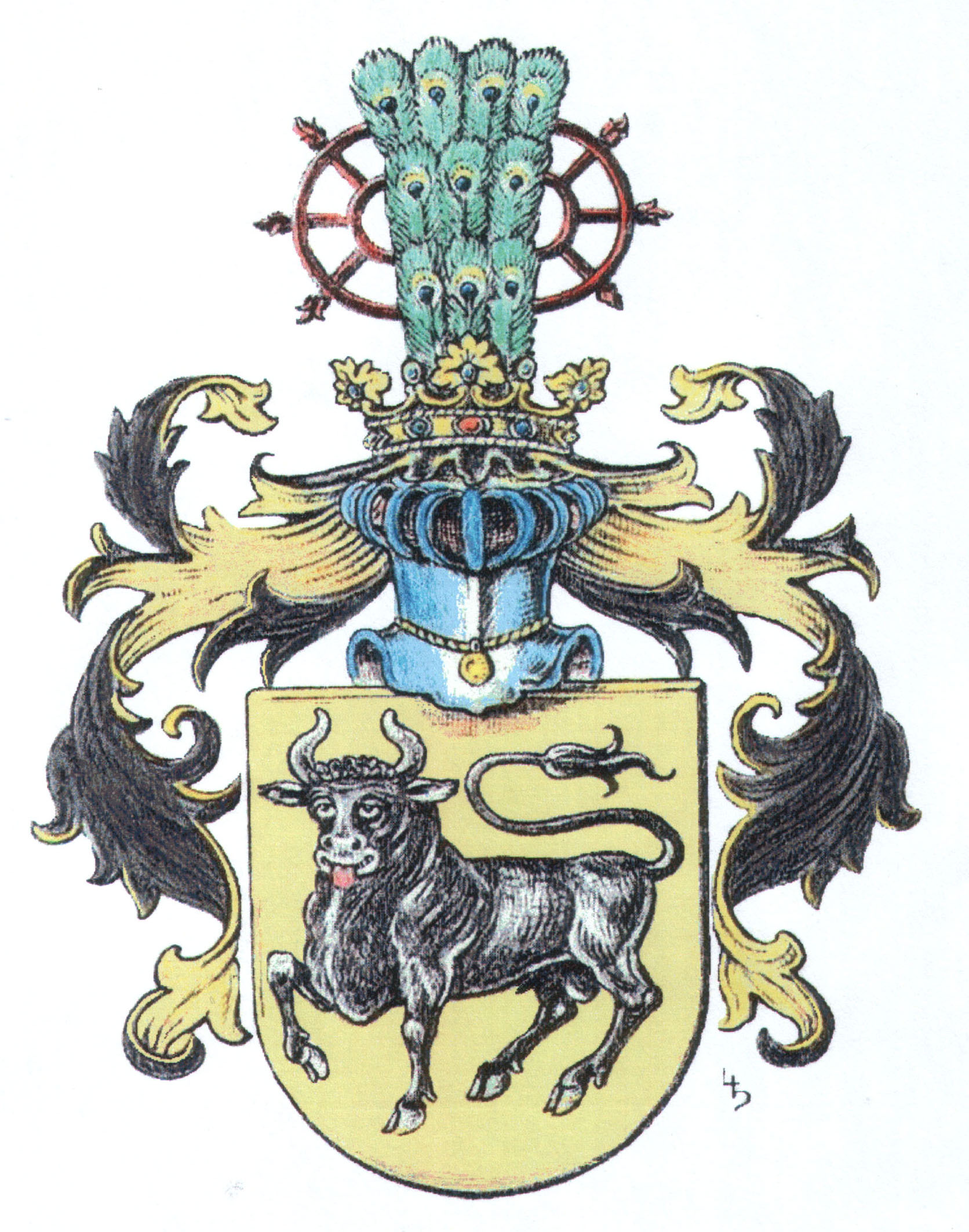
Armes des Plessen du Mecklembourg au XVIIIe siècle.

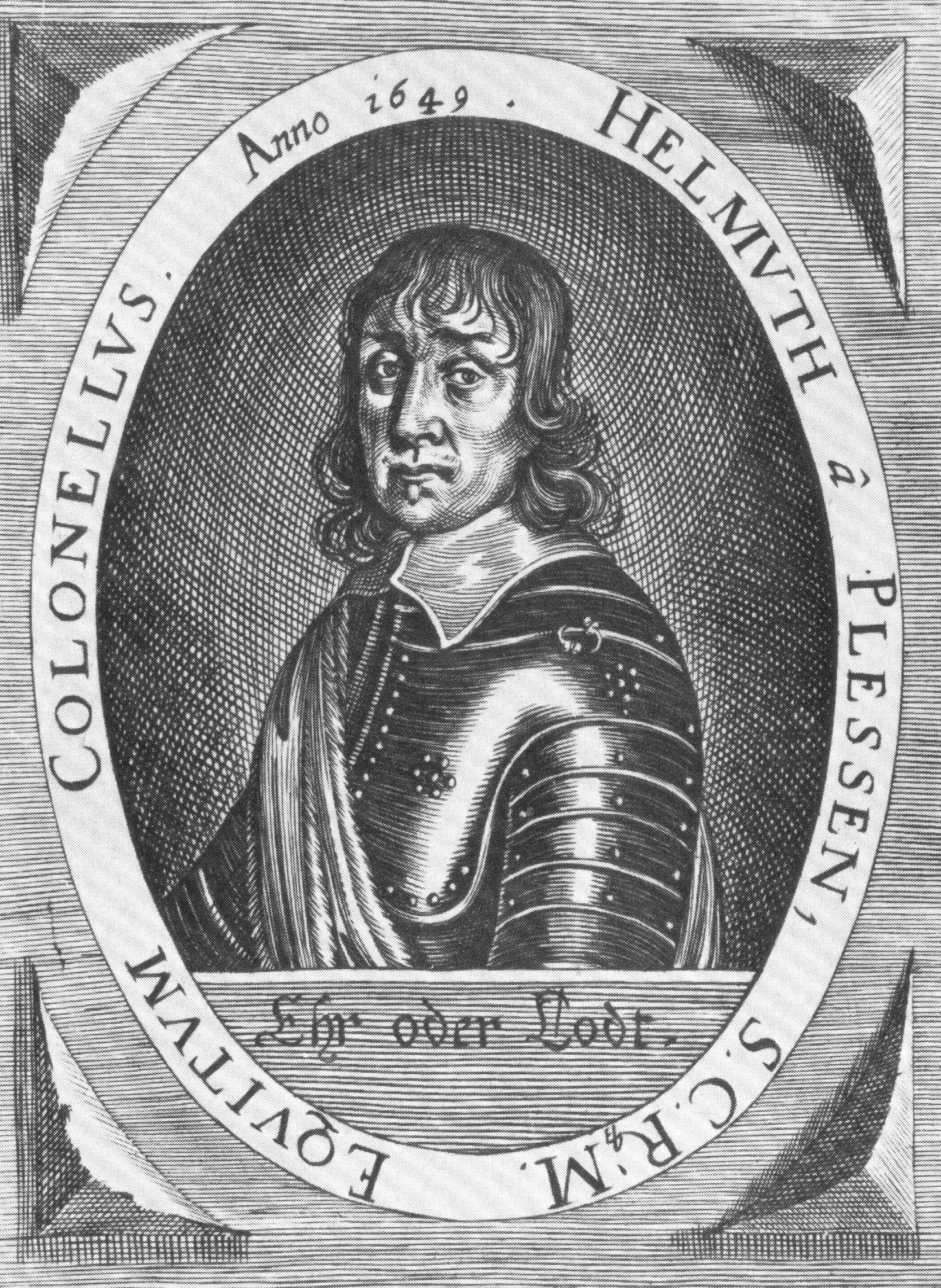
Commandant Helmuth von Plessen (1612-1694).

Leopold von Plessen (1769-1837), ministre, conseiller secret et président du gouvernement du Mecklembourg.

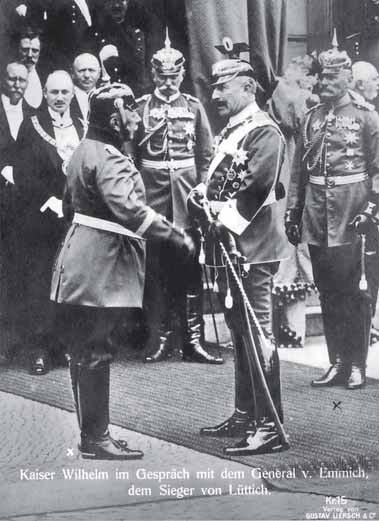
Le général von Plessen (1841-1929) au fond entre l'empereur Guillaume et le général von Emmich (vainqueur de la bataille de Liège).

La famille von Plessen est une famille de la noblesse immémoriale du Holstein et du Mecklembourg, dont les racines se trouvent au château de Plesse, au nord de la ville de Göttingen de l'ancien duché de Saxe.

## Historique
La famille est mentionnée par écrit pour la première fois en 1097 avec Helmoldus de Huckelem (Höckelheim). Les ancêtres des deux lignées sont les frères Bernhard (1150-1190) et Gottschalk (1170-1190) qui prennent le nom de von Plesse d'après leur château fort de Plesse. La branche cadette avec Gottschalk von Plessen est en possession des terres et du château de Plesse, jusqu'en 1571, lorsqu'elle s'éteint avec la mort de Dietrich IV von Plesse. La branche aînée descend de Helmold IV von Plesse (1241-1283), qui entre 1263 et 1280 est aussi à l'origine de deux branches avec Johann von Plesse et Heinrich von Plesse qui font souche au Mecklembourg, en tant que chevaliers et propriétaires féodaux, tandis que des Plessen deviennent seigneurs dans le Hanovre du sud. Les Plessen du Mecklembourg adoptent d'autres armes avec un taureau noir (de sable) en écu, plutôt que l'ancre murale rouge (de gueules). Ils sont seigneurs de Klützer Winkel (de) et sous Berend von Plesse (de) (1527-1555) jouent un rôle éminent dans le passage du Mecklembourg à la Réforme protestante.
- Helmuth von Plessen (de) (1699-1761) est élevé au titre de comte du Saint-Empire romain germanique le 1er mai 1741.
- Mogens Joachim von Scheel-Plessen (1782-1853) est élevé au titre de comte héréditaire du Danemark en 1829.
- Ludwig von Plessen-Cronstern (de) (1848-1929) est élevé au titre de comte du royaume de Prusse, le 17 août 1898.

## Personnalités

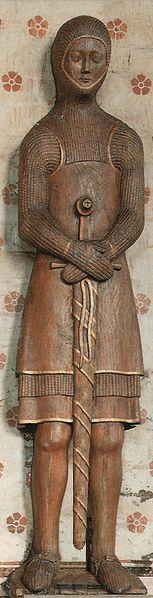
Helmold III von Plesse.

- Helmold von Plesse (mort en 1186), chevalier et chef militaire d'Henri le Lion, fait bâtir sept églises dans le Mecklembourg
- Helmold II von Plesse (de) (avant 1191-1236), chevalier Porte-Glaive en Livonie
- Helmold IV von Plesse (1241-1283), chevalier et conseiller des fils d'Henri le Pèlerin
- Heinrich von Plesse (1318-1337), conseiller du prince Albert II de Mecklembourg
- Johann Henning von Plesse (1318-1356), chevalier et conseiller des fils du prince Henri II de Mecklembourg, puis du prince Albert II de Mecklembourg
- Reimar von Plesse (1351-1375), chevalier bâtisseur du château de Brüel, protecteur de l'église du village d'Hohen Viecheln (de), seigneur de Marnitz
- Berend von Plesse (de) (mort en 1555), chevalier passé à la Réforme luthérienne qui débute dans le Mecklembourg à Gressow
- Bernd von Plesse (1528-1604), chambellan, commandant de la forteresse de Rostock
- Volrad von Plessen (de) (1581-1638), conseiller secret et chancelier, statthalter de Bützow
- Dietrich Barthold von Plessen (1594-1652), maréchal de la cour, président du conseil secret de Hesse-Cassel
- Daniel von Plessen (de) (1602-1672), député à l'assemblée de la noblesse du Mecklembourg
- Helmuth von Plessen (de) (1612-1694), colonel et commandant d'un régiment de cuirassiers du Saint-Empire
- Christian Siegfried von Plessen (de) (1646-1723), conseiller secret et maréchal de la cour du prince Joergen de Danemark
- Diedrich Joachim von Plessen (1670-1733), conseiller secret actuel et président de la chambre
- Karl Adolf von Plessen (de) (1678-1758), maréchal de la cour du Danemark et grand-chambellan
- Helmuth von Plessen (de) (1699-1761), conseiller secret actuel et ministre d'État
- Jakob Levin von Plessen (de) (1701-1761), grand-maréchal de la cour d'Eutin
- Bernhard Hartwig von Plessen (de) (1709-1767), chambellan à la cour du Danemark, premier conseiller et chancelier de la haute-juridiction
- Louise von Plessen (1725-1799), grande-maîtresse de la cour royale du Danemark
- Mathias von Plessen (1730-1794), Generalmajor de l'armée mecklembourgeoise
- Hans Georg Gottfried von Plessen (de) (1765-1837), conseiller à la chancellerie, chambellan et conseiller du département de l'agriculture du Brunswick
- Leopold von Plessen (de) (1769-1837), diplomate, chambellan, ministre, conseiller secret et président du gouvernement du Mecklembourg, envoyé du Mecklembourg-Schwerin au congrès de Vienne (1815)
- Wilhelm Friedrich Albrecht von Plessen (de) (1778-1856), chambellan à la cour du royaume de Wurtemberg
- Louis de Plessen (1784-1828), colonel puis commandant du régiment des gardes-lanciers de Paris
- Hans Adolf von Plessen (de) (1790-1871), chambellan, conseiller secret actuel et grand-chambellan
- August Leopold von Plessen (1797-1862), commandant de Ludwigslust
- Hermann von Plessen (1803-1877), lieutenant-général
- Wilhelm August von Plessen (de) (1808-1887), ministre d'État du royaume de Wurtemberg
- Hans Georg von Plessen (1841-1929), général au rang de Generalfeldmarschall
- Ludwig von Plessen-Cronstern (de) (1848-1929), diplomate
- Leopold von Plessen (de) (1894-1971), diplomate
- Baron Victor von Plessen (1900-1980), explorateur et ornithologue
- Comtesse Elisabeth Plessen (de) (1944-), femme de lettres
- Gero von Plessen (1964-), professeur d'université en physique à l'université technique de Rhénanie-Westphalie à Aix-la-Chapelle

## Domaines
- Château de Glorup
- Domaine de Grünholz
- Château d'Ivenack (de)
- Manoir de Dolgen (de)
- Manoir de Sierhagen
- Manoir de Wahlstorf